# Har Gobind Khorana
Har Gobind Khorana (født 9. januar 1922, død 9. november 2011) var en amerikansk molekylærbiolog. Han vandt Nobelprisen i fysiologi eller medicin i 1968.